# كيريل جوسيف
كيريل جوسيف هو لاعب كرة قدم بيلاروسي، ولد في 6 أبريل 1999. لعب مع FC Dnyapro Mogilev ‏.

## وصلات خارجية
- كيريل جوسيف على موقع قاعدة بيانات كرة القدم.إي يو (الإنجليزية)
- كيريل جوسيف على موقع Soccerway.com (الإنجليزية)